# Bofors 75 mm Model 1934
Bofors 75mm Model 1934 — горное орудие, произведенное в Швеции компанией Bofors и широко продававшееся за рубежом. Модель 1934 года использовалась в основном Германией, Бельгией, Нидерландами и Китаем во Второй мировой войне. Но также имеются данные о использовании орудия Аргентиной, Бразилией, Болгарией, Парагваем, Персией, Швейцарией и самой Швецией. В некоторых странах этому орудию давали разные названия, так, в Германии его назвали «7.5 cm Gebirgshaubitze 34», а в Бельгии — «Canon de 75 mle 1934»

## Использование
Первыми несколько орудий приобрели Нидерланды для своей колониальной армии в Голландской Ост-Индии, регионе, покрытом густыми лесами и горами. Орудие было настолько тяжёлым, что его должны были везти восемь мулов или четыре лошади (при этом, ещё около шести мулов требовалось для транспортировки боеприпасов). Как итог, орудие использовались голландцами в 1941-42 годах в Голландской Ост-Индии, после чего было заброшено.
Модель, закупленная Бельгией, была с укороченным лафетом, поскольку была предназначена для буксировки автотранспортом. Также модель, которую заказали бельгийцы была оснащена стальными дисковыми колесами с резиновыми шинами. Точной информации о использовании орудий бельгийцами нет, но скорее всего, они участвовали в битве за Бельгию.
Также, есть данные о покупке Германией двенадцати орудий, которые использовались во время Второй Мировой Войны для обучения артиллеристов.

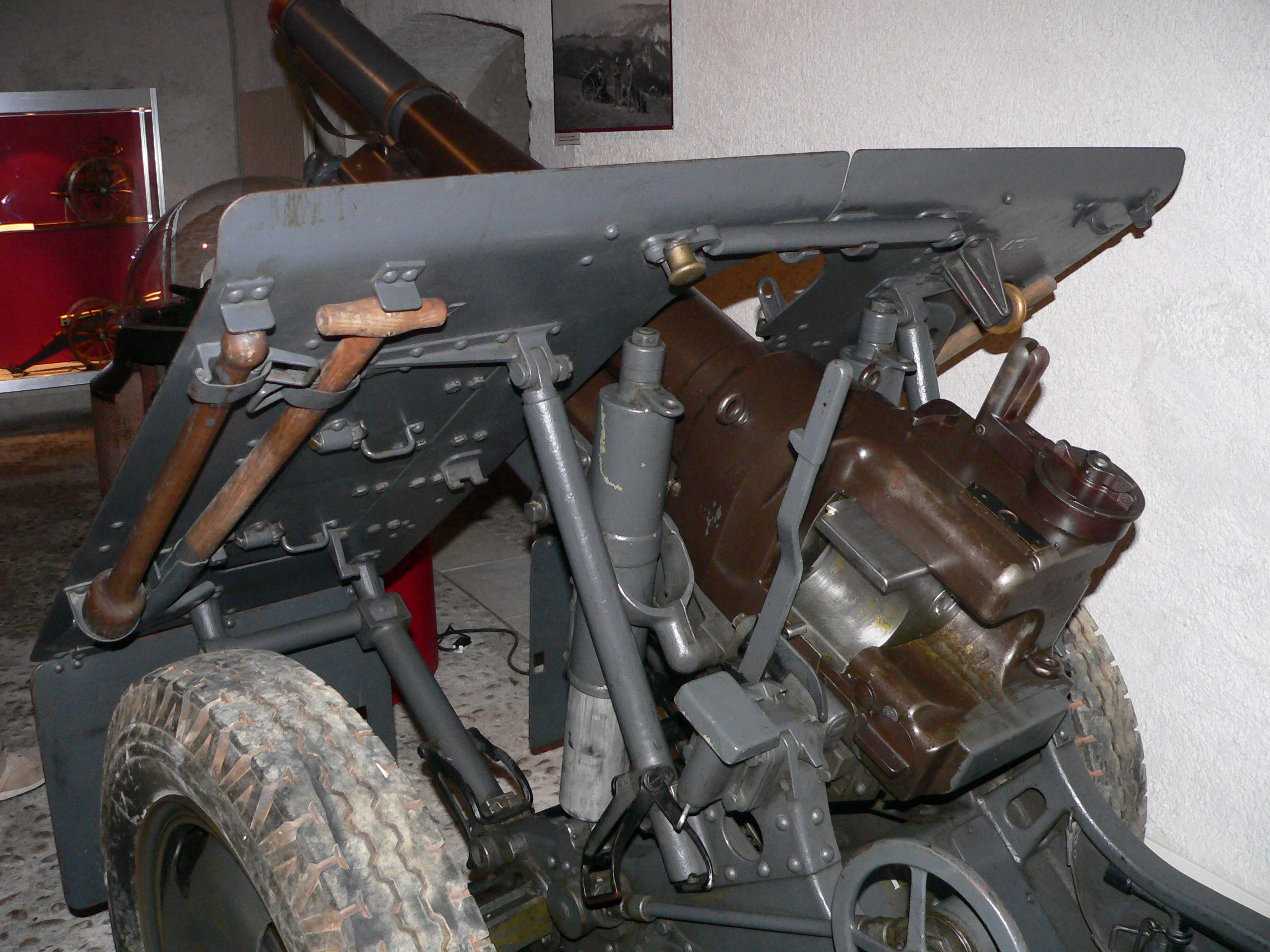
Швейцарская Bofors 75mm Model 1933 с модернизацией в 1948. Наиболее похожа на несохранившеюся до наших дней Model 1934